# Кончик
Кончик — деревня в Пашозёрском сельском поселении Тихвинского района Ленинградской области.

## История

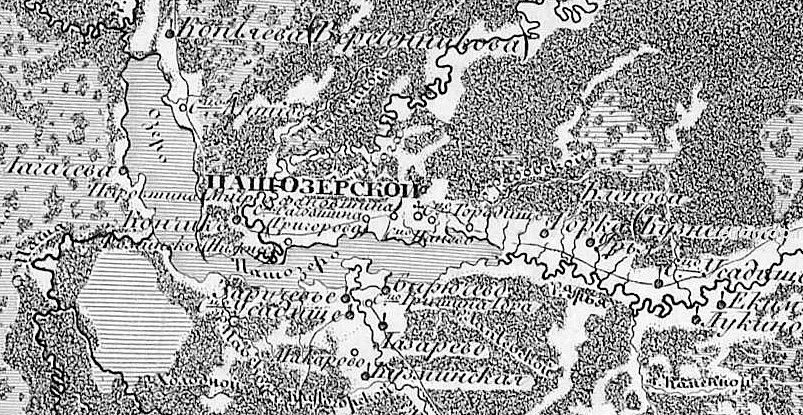
Деревня Кончик на карте 1847 года

КОНЧИК (ЛЯМТЬЕВО) — деревня Лазаревского общества, прихода Пашеозерского погоста. 

Крестьянских дворов — 7. Строений — 23, в том числе жилых — 11.

Число жителей по семейным спискам 1879 г.: 29 м п., 37 ж. п.; по приходским сведениям 1879 г.: 29 м п., 37 ж. п.

В конце XIX — начале XX века деревня административно относилась к Лукинской волости 2-го земского участка 2-го стана Тихвинского уезда Новгородской губернии.

КОНЧИК (ЛЯМТЬЕВО) — деревня Лазаревского общества, дворов — 10, жилых домов — 11, число жителей: 29 м п., 34 ж. п.

Занятия жителей — земледелие, лесные заработки. Тихвинский почтовый тракт. Озеро Пашеозеро и река Чога. (1910 год)

С 1917 по 1918 год деревня входила в состав Лукинской волости Тихвинского уезда Новгородской губернии.
С 1918 года в составе Череповецкой губернии.
С 1927 года в составе Пашеозерского сельсовета Капшинского района.
Согласно карте Ленинградской области Северо-западного аэрогеодезического треста ГГУ издания 1932 года деревня насчитывала 9 крестьянских дворов:
| Внешние изображения | Внешние изображения               |
| ------------------- | --------------------------------- |
|                     | Деревня Кончик на карте 1932 года |

По данным 1933 года деревня Кончик входила в состав Пашозёрского сельсовета Капшинского района.
В 1940 году население деревни составляло 115 человек.
В 1958 году население деревни составляло 79 человек.
С 1963 года в составе Тихвинского района.
По данным 1966, 1973 и 1990 годов деревня Кончик также входила в состав Пашозёрского сельсовета Тихвинского района.
В 1997 году в деревне Кончик Пашозёрской волости проживали 116 человек, в 2002 году — 32 человека (русские — 90 %).
В 2007 году в деревне Кончик Пашозёрского СП проживали 116 человек, в 2010 году — 56.

## География
Деревня расположена в северо-восточной части района на автодороге 41К-019 (Явшиницы — Ганьково) в месте примыкания к ней автодороги 41К-887 (Кончик — Лукино).
Расстояние до административного центра поселения — 1 км.
Расстояние до ближайшей железнодорожной станции Тихвин — 103 км.
Деревня находится на северном берегу Пашозера. Через деревню протекает река Чога.

## Демография
| 2007 | 2010 | 2017 |
| ---- | ---- | ---- |
| 116  | ↘56  | ↗91  |

### Национальный состав
Согласно данным Всероссийской переписи населения 2021 года в деревне проживали 38 человек, из них:
 русские — 36, белорусы — 1, украинцы — 1 человек.

## Улицы
Водный переулок, Лесной переулок, Озёрная, Песочный переулок, Речной переулок, Хвойный переулок, Царский переулок, Центральная